# Isao Aoki

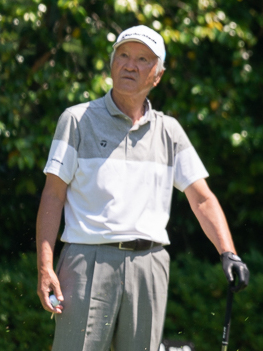
Der japanische Profigolfer Isao Aoki.

Isao Aoki (jap. 青木 功, Aoki Isao; * 31. August 1942 in Abiko, Präfektur Chiba, Japan) ist einer der erfolgreichsten japanischen Profigolfer. Sein Spitzname ist „Tower“, weil er für japanische Verhältnisse mit 1,83 Meter groß gewachsen ist.
Er wuchs als Sohn eines Bauern auf und kam mit 15 Jahren in seiner Freizeit als Caddie im Abiko Golf Club mit dem Golfsport in Berührung. Als Aoki dann Arnold Palmer erstmals im Fernsehen sah, träumte er davon, selbst ein großer Golfer zu werden und auf der PGA TOUR zu spielen. Palmer wurde sein Vorbild und mit Hartnäckigkeit verfolgte er von da an sein Ziel und wurde sofort nach seinem Schulabschluss Berufsgolfer.

## Erfolge
Im Laufe seiner Karriere schafft Aoki mehr als 70 Turniersiege, davon alleine 56 in seiner Heimat. Er verbuchte Erfolge auf sechs verschiedenen Turnierserien weltweit: PGA TOUR, Champions Tour, PGA European Tour, PGA Tour of Australasia, Japan Golf Tour und Japan Senior Tour. 1978 gewann er die damals als Weltmeisterschaft im Lochwettspiel angesehene World Match Play Championship in England.
Trotz dieser zahllosen Siege hat Isao Aoki seinen hohen Bekanntheitsgrad wahrscheinlich dem zweiten Platz bei der US Open 1980 im Baltusrol Golf Club zu verdanken. Alle vier Runden zusammen mit Jack Nicklaus, spielte er sein bestes Golf und ging schlaggleich mit Nicklaus in die Finalrunde. Aoki wartete geduldig auf seine historische Chance und erzielte das zweitbeste Gesamtergebnis in der Geschichte der US Open ein (274 Schläge, 6 unter Par) – Nicklaus indes erreichte das beste (272, 8 unter). Nachher meinte Aoki: Ich sagte mir immer wieder, ganz egal wie perfekt er ist, er wird schon einen Fehler machen, in vier Tagen und 72 Löchern. Aber ich irrte mich, Jack machte keinen einzigen Fehler bis zum Ende des Turnieres.

## Markenzeichen
Aoki zählte trotz seines unorthodoxen Stils (mit aufgestelltem Putterkopf) zu den besten Puttern seiner Zeit und wurde dafür von seinen berühmten Golfkollegen, wie etwa Jack Nicklaus oder Chi Chi Rodriguez gelobt. Obwohl er im Laufe seiner Karriere naturgemäß öfter das Putter-Modell wechselte, den zu seinem Markenzeichen gewordenen Puttingstil änderte Aoki nie.

## Seniorenkarriere
Als Senior spielte Aoki hauptsächlich auf der Champions Tour, wo er zwischen 1992 und 2002 neun Siege einfuhr. Sieben weitere Seniorentitel holte er sich außerhalb der USA, fünf davon bei den Japan Senior Open.
Im Jahre 2004 wurde Isao Aoki als bisher einziger Japaner in die World Golf Hall of Fame aufgenommen.

## Japan Golf Tour Siege
- 1973: Chunichi Crowns, Pepsi Wilson, Sapporo Tokyu Open, KBC Augusta, Japan PGA Championship
- 1974: Tozai Taiko, Kanto Open, Kanto Pro, Sanpo Classic
- 1975: Chunichi Crowns, Kanto Open
- 1976: Tokai Classic
- 1977: Tohoku Classic, Jun Classic
- 1978: Chunichi Crowns, Japan Pro Match Play, Sapporo Tokyu, Kanto Pro, Golf Nippon Series
- 1979: Chunichi Crowns, Japan Pro Match Play, Kanto Open, Golf Nippon Series
- 1980: Chunichi Crowns, Yomiuri Open, KBC Augusta, Kanto Open, Jun Classic
- 1981: Shizuoka Open, Japan Pro Match Play, Japan PGA Championship
- 1982: Japan Pro Match Play, Daikyo Open
- 1983: Sapporo Tokyu Open, Kanto Pro, Japan Open, Golf Nippon Series
- 1986: Sapporo Tokyu Open, Japan PGA Championship, KBC Augusta, Kanto Open
- 1987: Dunlop International Open, All Nippon Airline Open, Japan Open, Golf Nippon Series
- 1989: Tokai Classic, Casio World
- 1990: Mitsubishi Gallent
- 1991: Bridgestone Open
- 1992: Mitsubishi Gallant, Casio World

## Andere Turniersiege
- 1971: Kanto Pro (Japan)
- 1972: Kanto Pro
- 1973: Gold Beck
- 1978: World Match Play Championship (England)
- 1982: Old Sones Invitational
- 1983: European Open (European Tour), Hawaiian Open (PGA TOUR)
- 1987: Fred Meyer Challenge (mit Payne Stewart)
- 1989: Coca Cola Golf Classic (PGA Tour of Australasia)

## Champions Tour Siege
- 1992: Nationwide Championship
- 1994: Bank One Senior Classic, Brickyard Crossing Championship
- 1995: Bank Of Boston Senior Classic
- 1996: BellSouth Senior, Kroger Senior Classic
- 1997: Emerald Coast Classic
- 1998: BellSouth Senior Classic at Opryland
- 2002: The Instinet Classic

## Japan Senior PGA Tour Siege
- 1994: Japan Senior Open
- 1995: American Express Grand Slam, Japan Senior Open
- 1996: Japan Senior Open
- 1997: Japan Senior Open
- 2000: N. Cup Senior Open
- 2002: N. Cup Senior Open
- 2007: Japan Senior Open